# Trimont
Trimont ist eine Kleinstadt (mit dem Status „City“) im Martin County im US-amerikanischen Bundesstaat Minnesota. Das U.S. Census Bureau hat bei der Volkszählung 2020 eine Einwohnerzahl von 705 ermittelt.

## Geografie
Trimont liegt im Süden Minnesotas auf 43°45′44″ nördlicher Breite und 94°42′26″ westlicher Länge. Der Ort erstreckt sich über eine Fläche von 1,92 km².
Benachbarte Orte von Trimont sind Ormsby (10,5 km nördlich), Northrop (25,6 km östlich), Welcome (18,1 km südöstlich), Sherburn (13,3 km südlich), Alpha (25,1 km südwestlich) und Odin (14,6 km nordnordwestlich).
Die nächstgelegenen größeren Städte sind Minneapolis (218 km nordöstlich), Minnesotas Hauptstadt Saint Paul (227 km in der gleichen Richtung), Rochester (224 km östlich), Iowas Hauptstadt Des Moines (343 km südöstlich), Omaha in Nebraska (365 km südsüdwestlich), Sioux Falls in South Dakota (178 km westlich) und Fargo in North Dakota (446 km nordnordwestlich).

## Verkehr
Die in Nord-Süd-Richtung verlaufende Minnesota State Route 4 führt als Hauptstraße durch Trimont. Alle weiteren Straßen innerhalb von Trimont sind untergeordnete Landstraßen, teils unbefestigte Fahrwege oder innerstädtische Verbindungsstraßen.
In Nordwest-Südost-Richtung führt eine Eisenbahnstrecke der Union Pacific Railroad durch Trimont.
Mit dem Fairmont Municipal Airport liegt 37,2 km südöstlich von Trimont ein Regionalflugplatz. Der nächste Großflughafen ist der Minneapolis-Saint Paul International Airport (213 km nordöstlich).

## Demografische Daten
Nach der Volkszählung im Jahr 2010 lebten in Trimont 747 Menschen in 310 Haushalten. Die Bevölkerungsdichte betrug 389,1 Einwohner pro Quadratkilometer. In den 310 Haushalten lebten statistisch je 2,27 Personen.
Ethnisch betrachtet setzte sich die Bevölkerung zusammen aus 97,9 Prozent Weißen, 0,1 Prozent Afroamerikanern, 0,3 Prozent amerikanischen Ureinwohnern, 0,3 Prozent Asiaten sowie 0,8 Prozent aus anderen ethnischen Gruppen; 0,7 Prozent stammten von zwei oder mehr Ethnien ab. Unabhängig von der ethnischen Zugehörigkeit waren 0,8 Prozent der Bevölkerung spanischer oder lateinamerikanischer Abstammung.
24,8 Prozent der Bevölkerung waren unter 18 Jahre alt, 50,7 Prozent waren zwischen 18 und 64 und 24,5 Prozent waren 65 Jahre oder älter. 53,3 Prozent der Bevölkerung war weiblich.

Das mittlere jährliche Einkommen eines Haushalts lag bei 34.670 USD. Das Pro-Kopf-Einkommen betrug 17.424 USD. 19,6 Prozent der Einwohner lebten unterhalb der Armutsgrenze.